# Nusa formio
Nusa formio là một loài ruồi trong họ Asilidae. Nusa formio được Walker miêu tả năm 1851. Loài này phân bố ở miền Ấn Độ - Mã Lai.